# لازانیا

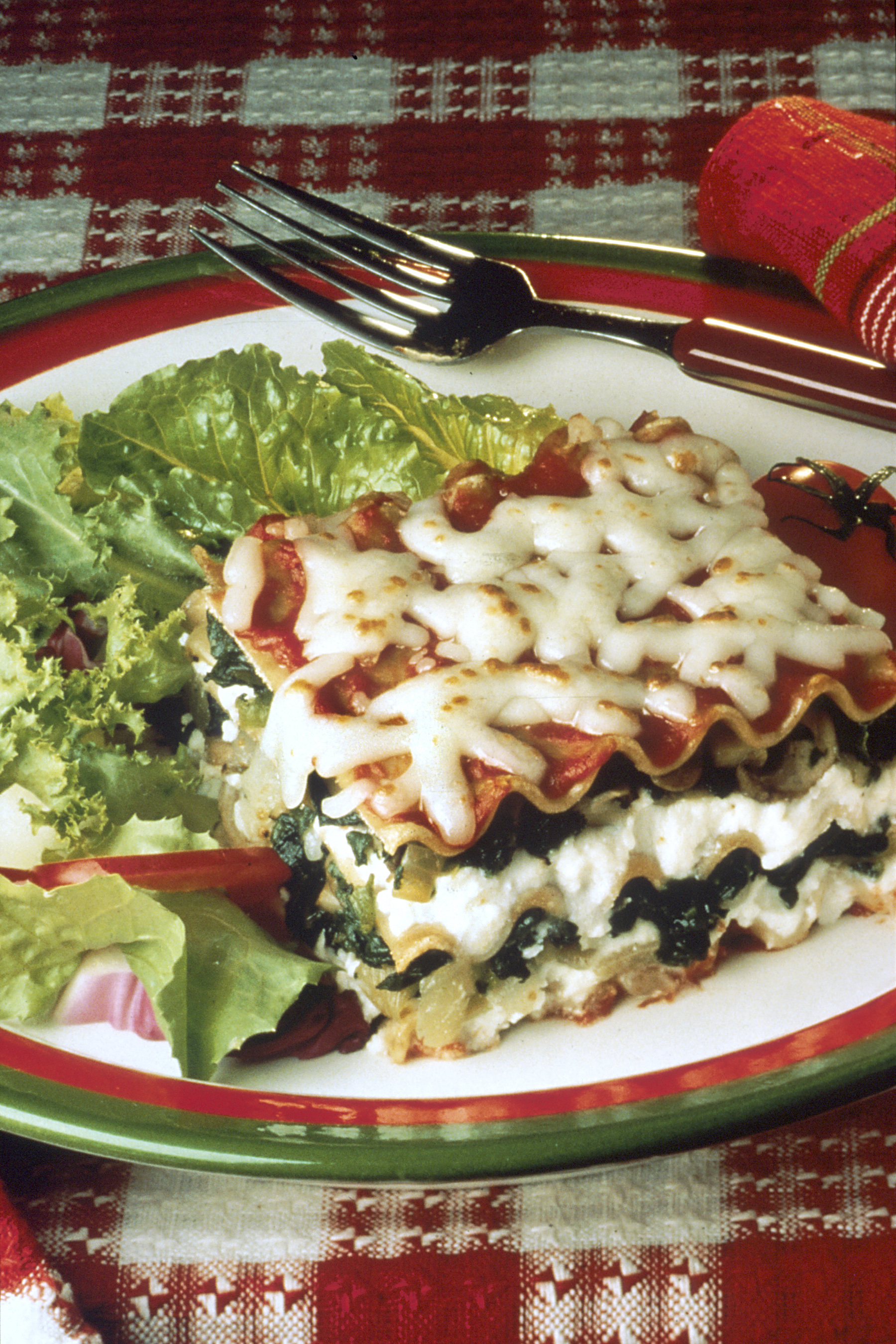

لازانیا، نوعی پاستای ورقه‌ای، پهن و مسطح است. این نوع پاستا، احتمالاً یکی از قدیمی‌ترین انواع پاستا است. لازانیا، همچنین می‌تواند به نوعی غذای ایتالیایی اشاره داشته باشد که از لایه‌های روی هم چیده شدهٔ پاستای لازانیا (خمیربرگ)، سس مخصوص، و پنیر پیتزا درست می‌شود. لازانیا انواع مختلفی دارد و معمولاً در فر پخته می‌شود.
لازانیا شامل سه قسمت اصلی است:
اول، خمیر لازانیا در واقع همان خمیر پاستا است که آن را به صورت ورقه‌های پهن برش می‌زنند.
دوم، خوراک اصلی که بین این ورقه‌ها قرار می‌گیرند.
سوم، سس و پنیر پیتزا که برای لطافت بیشتر و طعم بهتر غذا، در بین لایه‌ها و به ویژه سطح اصلی مورد استفاده قرار می‌گیرد.

## روش طبخ
یک لایه از برگه‌های لازانیا را کف ظرف گذاشته و روی آن را با خوراک اصلی می‌پوشانند. خوراک اصلی معمولاً با پایهٔ گوجه فرنگی بوده و می‌تواند همراه با قارچ، گوشت چرخ کرده قرمز یا رشته‌های گوشت مرغ یا بدون گوشت و گیاهی باشد.
مواد را قبل از اضافه کردن به لازانیا با یکدیگر تفت می‌دهند تا مخلوطی یکدست به‌دست آید.
در برخی مناطق از مواد طعم دهندهٔ دیگری چون فلفل دلمه‌ای، هویج، نخود فرنگی و… نیز استفاده می‌شود.
در قدم بعد روی مواد را با سس سفید، که از ترکیب آرد، شیر و کره درست می‌شود، پوشانده و بر روی آنها لایهٔ دیگری از خمیر لازانیا قرار داده و این روند معمولاً تا سه لایه ادامه پیدا می‌کند.
در نهایت آخرین سطح با لایه ای از خمیر پوشانده شده، روی آن را با سس سفید و پنیر پیتزا پوشانده و در فر قرار می‌دهند تا مواد پیوستگی لازم را به‌دست آورند.
امروزه روش‌های پخت متنوعی برای لازانیا در مناطق مختلف جهان وجود دارد و غالباً در تهیهٔ خوراک اصلی (بین لایه ای) لازانیا و مواد تشکیل دهندهٔ آن، چاشنی و ادویه‌ها، تفاوت‌هایی دیده می‌شود.
یکی از طرز تهیه‌های متداول برای این غذا:

### مواد لازم
خمیر خمیربرگ آماده یک بسته
گوشت چرخ کرده نیم کیلو
پیاز سرخ شده ۳ قاشق سوپخوری
رب گوجه فرنگی یک قاشق سوپخوری
سس سفید ۲ فنجان
پنیر پیتزا ۲۰۰ گرم
روغن ۱۰۰ گرم

### طرز تهیه
گوشت چرخ کرده را با پیاز سرخ شده و ۲ قاشق سوپخوری روغن تفت می‌دهیم و می‌گذاریم با یک لیوان آب بپزد تا به روغن بیفتد. رب گوجه فرنگی را اضافه کرده و نمک و فلفل آن را میزان می‌کنیم. از این مایه گوشتی برای انواع غذاهای ماکارونی و لازانیا استفاده می‌کنیم.
برای پخت خمیر لازانیا (مثل ماکارونی)، در یک قابلمه بزرگ آب ریخته، می‌گذاریم تا آب به جوش آید. نمک و مقداری روغن برای جلوگیری از چسبیدن خمیرها به آب می‌افزاییم. بعد از آن خمیرها را در آب در حال جوش ریخته و بعد از چند جوش و نرم شدن خمیر آن را در یک آبکش ریخته و بلافاصله روی آن آب سرد می‌ریزیم تا خمیرها به هم نچسبند. سپس به آرامی خمیرها را برداشته و روی یکپارچه تمیز می‌گذاریم تا آب آن مقداری گرفته شود. توجه کنید که موقع برداشتن از آبکش، خمیرها پاره نشوند. حالا خمیر لازانیا آماده است تا مواد گوشتی را روی آن قرار دهیم.
در ظرف تفلون یا پیرکس مناسب، ۲ قاشق سوپخوری روغن آب‌کرده و یک ردیف خمیر لازانیا قرار می‌دهیم و یک ردیف پنیر رنده شده و مقداری از مایه گوشتی و سس سفید را روی آن می‌ریزیم. سپس روی آن یک ردیف دیگر خمیر لازانیا و سس سفید و مایه گوشتی و پنیر رنده شده ریخته و به همین صورت ادامه می‌دهیم. ظرف را روی پنجره بالای فر قرار می‌دهیم تا با حرارت ۳۵۰ درجه فارنهایت به مدت نیم ساعت بماند و پنیر روی آن کمی برشته شود.

## نگارخانه

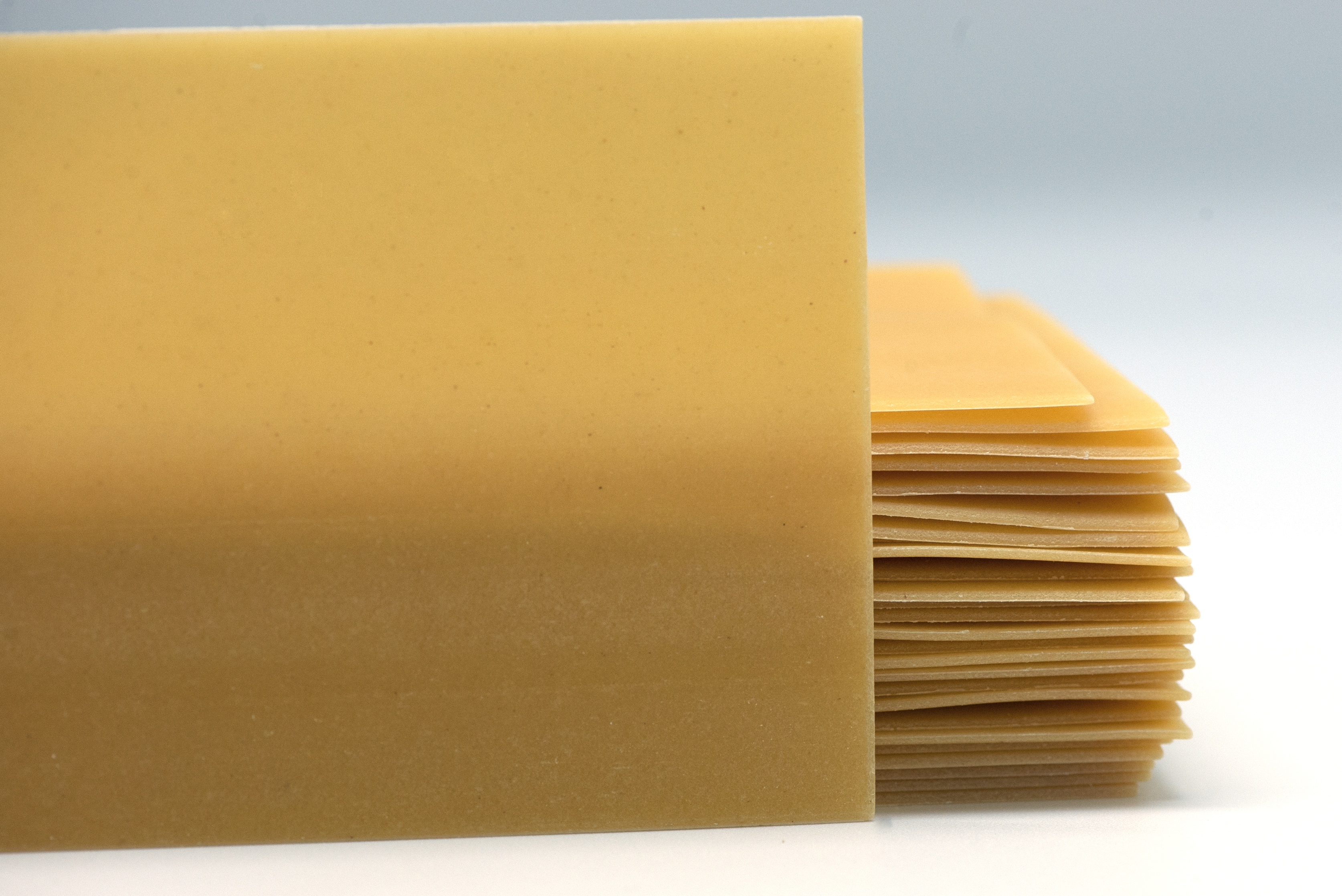
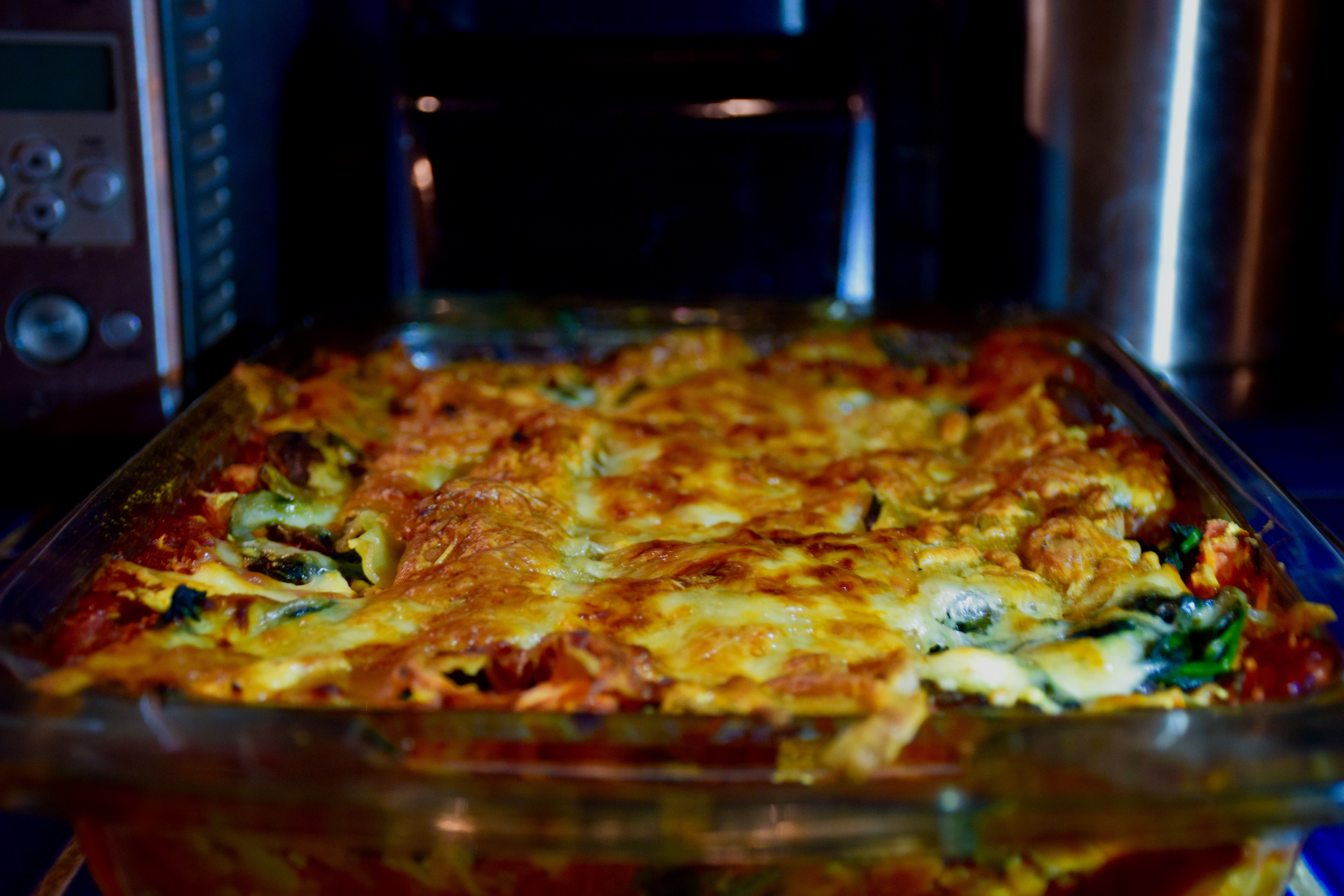
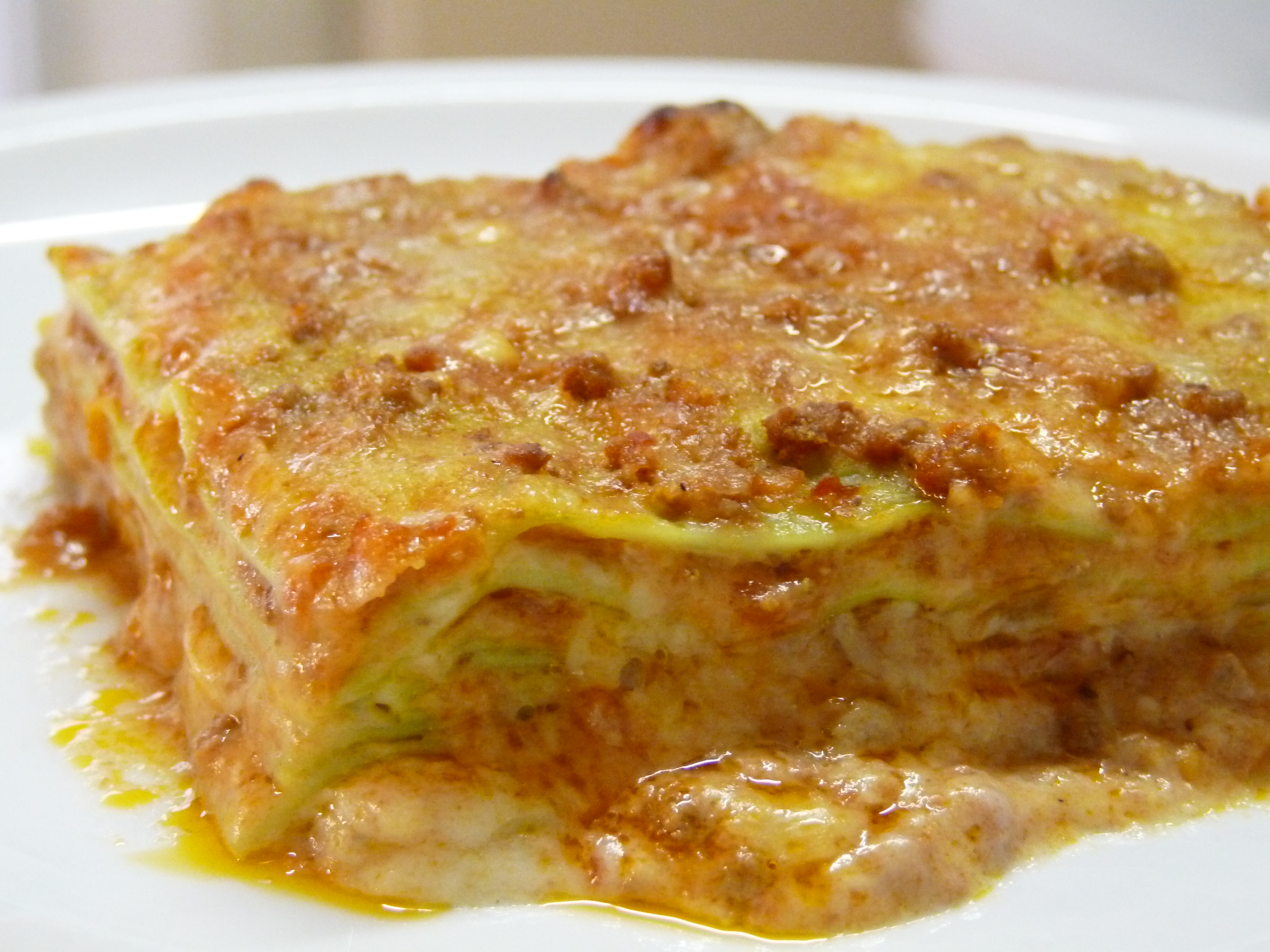
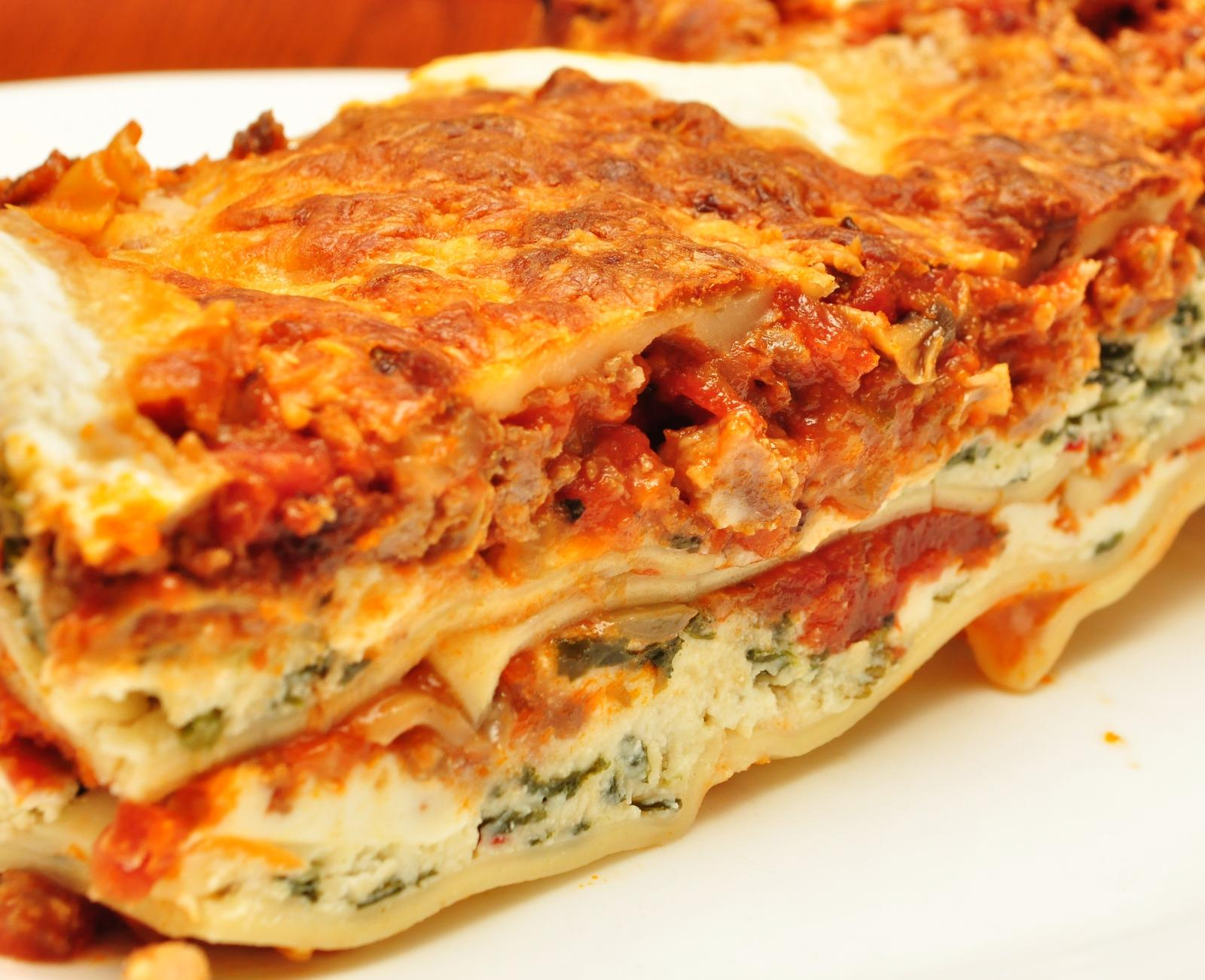